# Metropolia di Sidirokastro

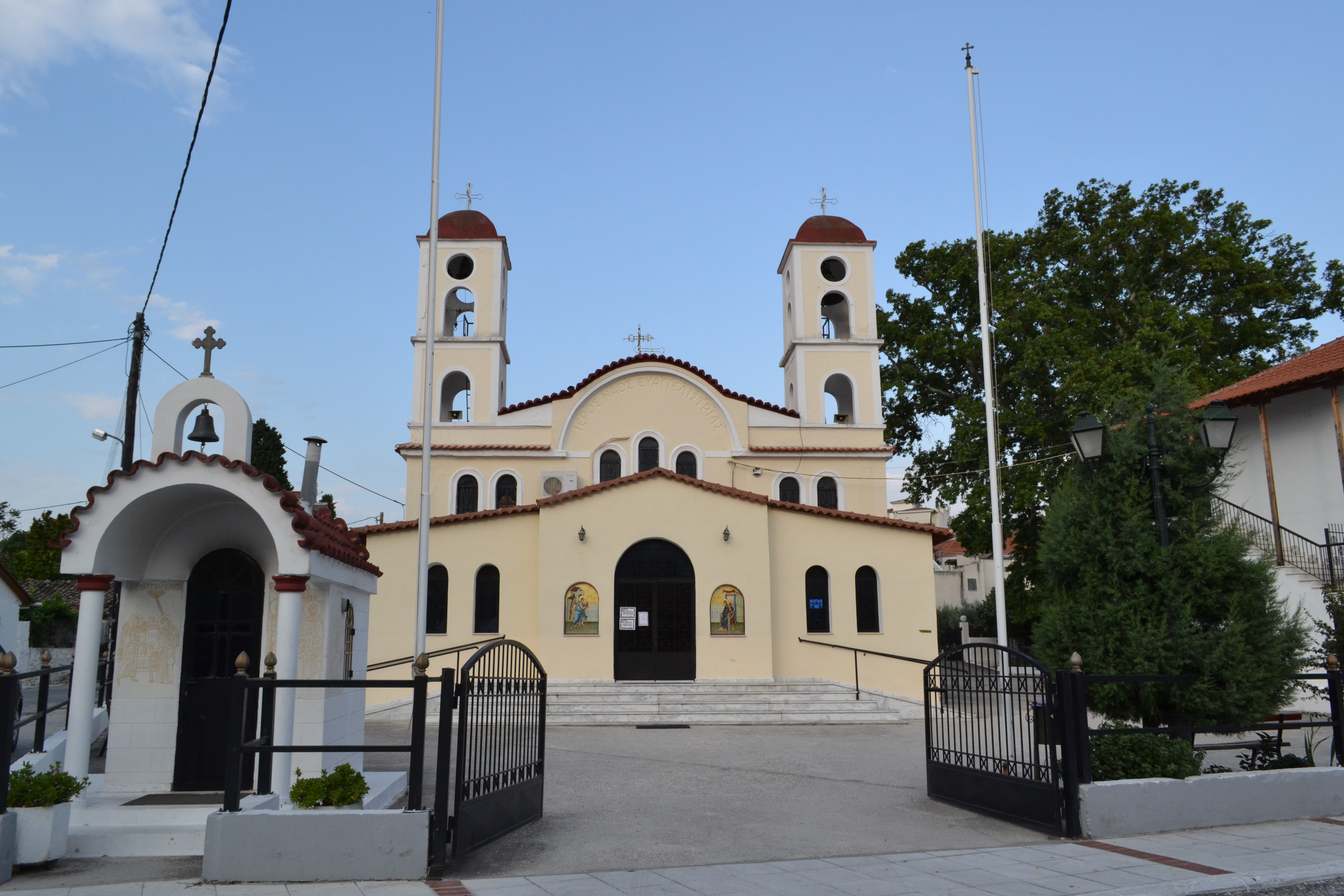
La chiesa dell'Annunciazione di Sidirokastro.

La metropolia di Sidirokastro (in greco: Ιερά Μητρόπολις Σιδηροκάστρου; Ierá Mitrópolīs Sidirokastrou) è una diocesi del patriarcato ecumenico di Costantinopoli, pastoralmente affidata alla Chiesa di Grecia, con sede a Sidirokastro, nella Macedonia Centrale, dove si trova la cattedrale metropolitana di San Giorgio.
Dal 16 dicembre 2001 il metropolita è Macario Filotheou.

## Territorio
La metropolia si estende nell'unità periferica dei Serres nella Macedonia Centrale nel nord della Grecia, al confine con la Bulgaria.
Sede del metropolita è la città di Sidirokastro, dove si trova la cattedrale metropolitana di San Giorgio.
Dal punto di vista canonico, la metropolia fa parte del patriarcato ecumenico di Costantinopoli. Tuttavia, trovandosi in territorio greco, la gestione pastorale è affidata alle cure dell'arcivescovo di Atene e della Chiesa di Grecia.

## Storia
In seguito alla Seconda guerra balcanica (giugno-agosto 1913) e alla pace di Bucarest siglata il 10 agosto, furono definiti i nuovi confini tra la Grecia e la Bulgaria che portarono alla divisione della metropolia di Melenikos del patriarcato di Costantinopoli. La maggior parte della metropolia, con la sede episcopale di Melenikos si trovò entro i confini della Bulgaria, mentre una porzione minore fu annessa alla Grecia. Il metropolita di Melenikos, Costantino Asimiadis, fu ucciso dai bulgari il 25 giugno 1913.
Il Santo Sinodo patriarcale nominò un nuovo vescovo per la sede di Melenikos, Partenio, che non poté prendere possesso della sua sede. Nel 1922 fu di fatto eretta una nuova metropolia con la parte greca dell'antica diocesi di Melenikos, con sede a Sidirokastro, con la nomina del metropolita Neofito Apostolidis.

## Cronotassi
- Partenio † (3 settembre 1913 - 29 giugno 1921 deceduto) (vescovo titolare di Melenikos)
- Neofito Apostolidis † (30 novembre 1922 - 6 marzo 1929 deceduto)
- Basilio † (9 dicembre 1930 - 24 gennaio 1967 dimesso)
- Giovanni † (7 giugno 1967 - 8 ottobre 2001 deceduto)
- Macario Filotheou, dal 16 dicembre 2001